# Piotr Błędowski

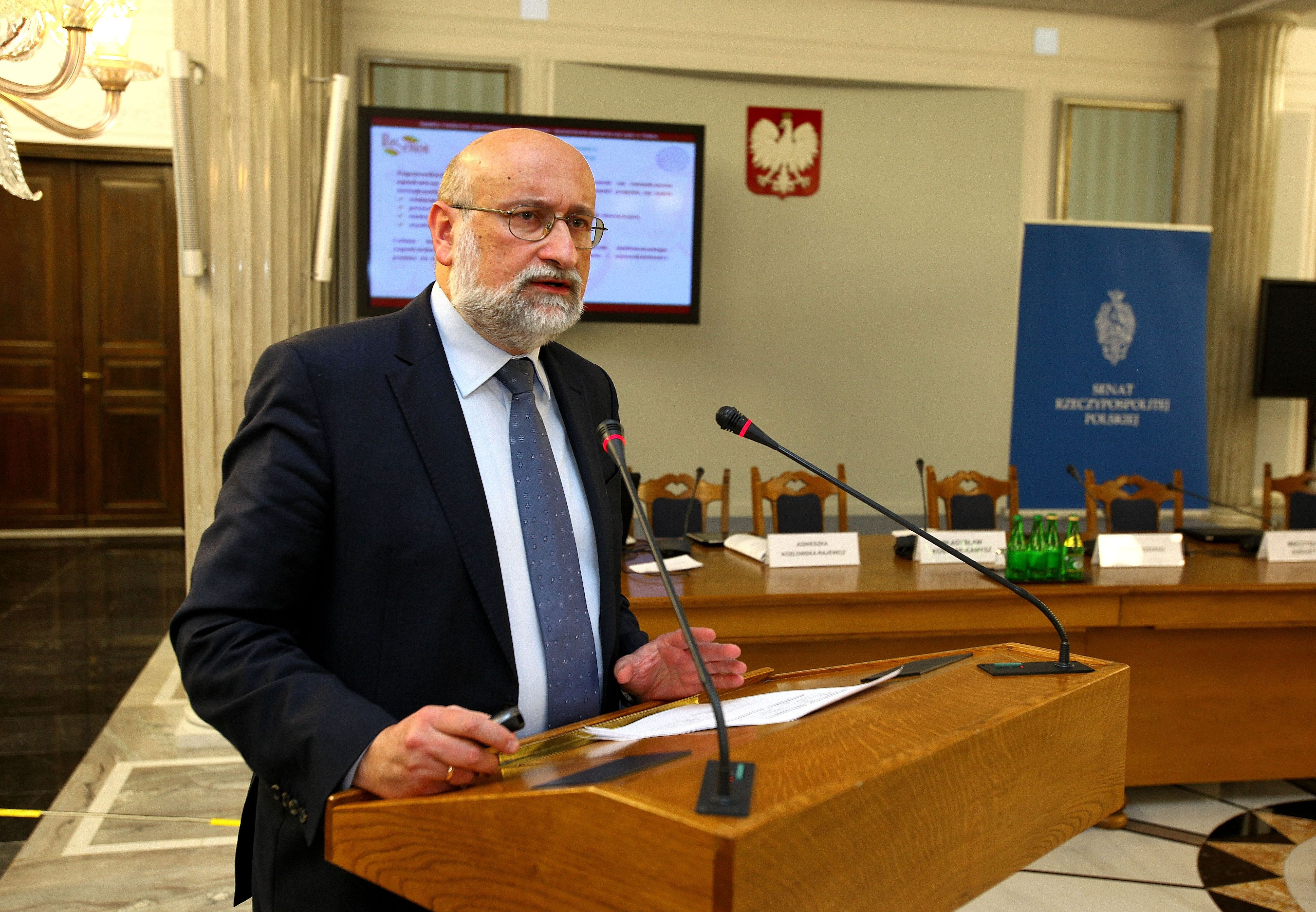
Prof. Piotr Błędowski w Senacie RP (2012)

Piotr Błędowski – polski ekonomista, profesor doktor habilitowany.

## Życiorys
W latach 1975–1979 studiował na Wydziale Ekonomiczno-Społecznym Szkoły Głównej Planowania i Statystyki w Warszawie. Od 1 sierpnia 1979 został zatrudniony na tej uczelni. Doktoryzował się w 1987 r., a habilitował w 2002 z ekonomii. W 2015 1987 r. uzyskał tytuł profesora nauk ekonomicznych.
Interesuje się głównie polityką i gerontologią społeczną, organizacją opieki długoterminowej i jej finansowaniem, polityką społeczną Unii Europejskiej, a także wewnętrzną i społeczną polityką Niemiec.
Był lub jest m.in. przewodniczącym Rady Programowej Uniwersytetu trzeciego wieku przy Szkole Głównej Handlowej, doradcą Sejmowej Komisji Polityki Senioralnej (2013–2015), doradcą Senackiej Komisji Rodziny i Polityki Społecznej (od 2019), zastępcą redaktora naczelnego pisma „Gerontologia Polska”, przewodniczącym Zarządu Głównego Polskiego Towarzystwa Gerontologicznego (przez dwie kadencje, 2005–2013), sekretarzem Senatu SGH (1993-1996), prodziekanem Studium Podstawowego SGH (w kadencjach 1996–1999 i 1999–2002), dyrektorem Polsko-Niemieckiego Forum Akademickiego przy SGH (1993–2010), kierownikiem Zakładu Polityki Społecznej w Instytucie Gospodarstwa Społecznego (2004–2019), wicedyrektorem Instytutu Gospodarstwa Społecznego (2002–2004), dyrektorem Instytutu Gospodarstwa Społecznego (od 2004), członkiem Rady Uczelni (od 2019), dziekanem jej Kolegium Ekonomiczno-Społecznego (od 2020).

## Nagrody
- Medal im. Wacława Szuberta (2020)[3],
- Medal Primus in Agendo (2015),
- Order Zasługi Republiki Federalnej Niemiec I Klasy (przyznany za zasługi w rozwoju niemiecko-polskiej współpracy naukowej w 2013),
- Srebrny Krzyż Zasługi (2008)[1].